# 曼徹斯特 (伊利諾伊州)
曼徹斯特（英語：Manchester）是位於美國伊利諾伊州斯科特縣的一個村落。

## 地理
曼徹斯特的座標為39°32′31″N 90°19′46″W / 39.54194°N 90.32944°W，而該地最高點為海拔高度209米（即686英尺）。

## 人口
根據2010年美國人口普查的數據，曼徹斯特的面積為2.75平方千米，當中陸地面積為2.75平方千米，而水域面積為0.00平方千米。當地共有人口292人，而人口密度為每平方千米106人。